# Germanie franque
 (décembre 2011).
Améliorez-le ou discutez des points à vérifier. 
 (juillet 2009).
Si vous disposez d'ouvrages ou d'articles de référence ou si vous connaissez des sites web de qualité traitant du thème abordé ici, merci de compléter l'article en donnant les références utiles à sa vérifiabilité et en les liant à la section « Notes et références ».
La plus grande partie de l'Allemagne actuelle, nommée alors Germanie, n'a pas connu la domination romaine, ce dont témoigne le limes de Germanie.
On peut considérer que les territoires germaniques entrent dans le Moyen Âge avec la domination franque et son corollaire l'évangélisation par le clergé catholique. Avec les Francs le monde germanique passe d'un ensemble de peuples, de tribus, de clans à une mosaïque d'États, de royaumes, de duchés nationaux, de comtés et de marches.

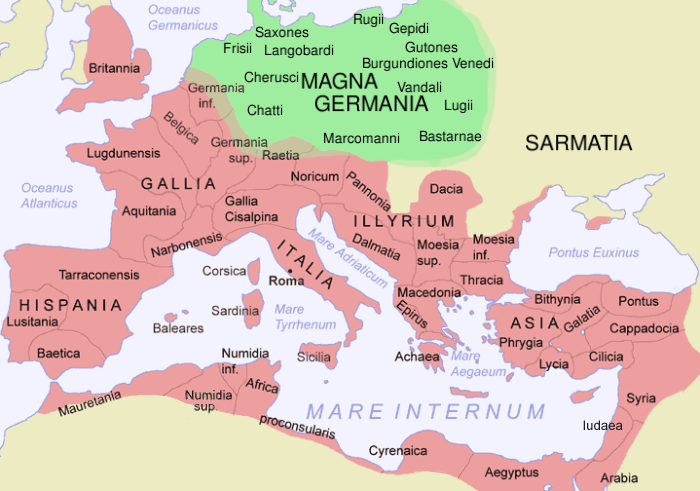
Empire romain et Germanie (Germania Magna)
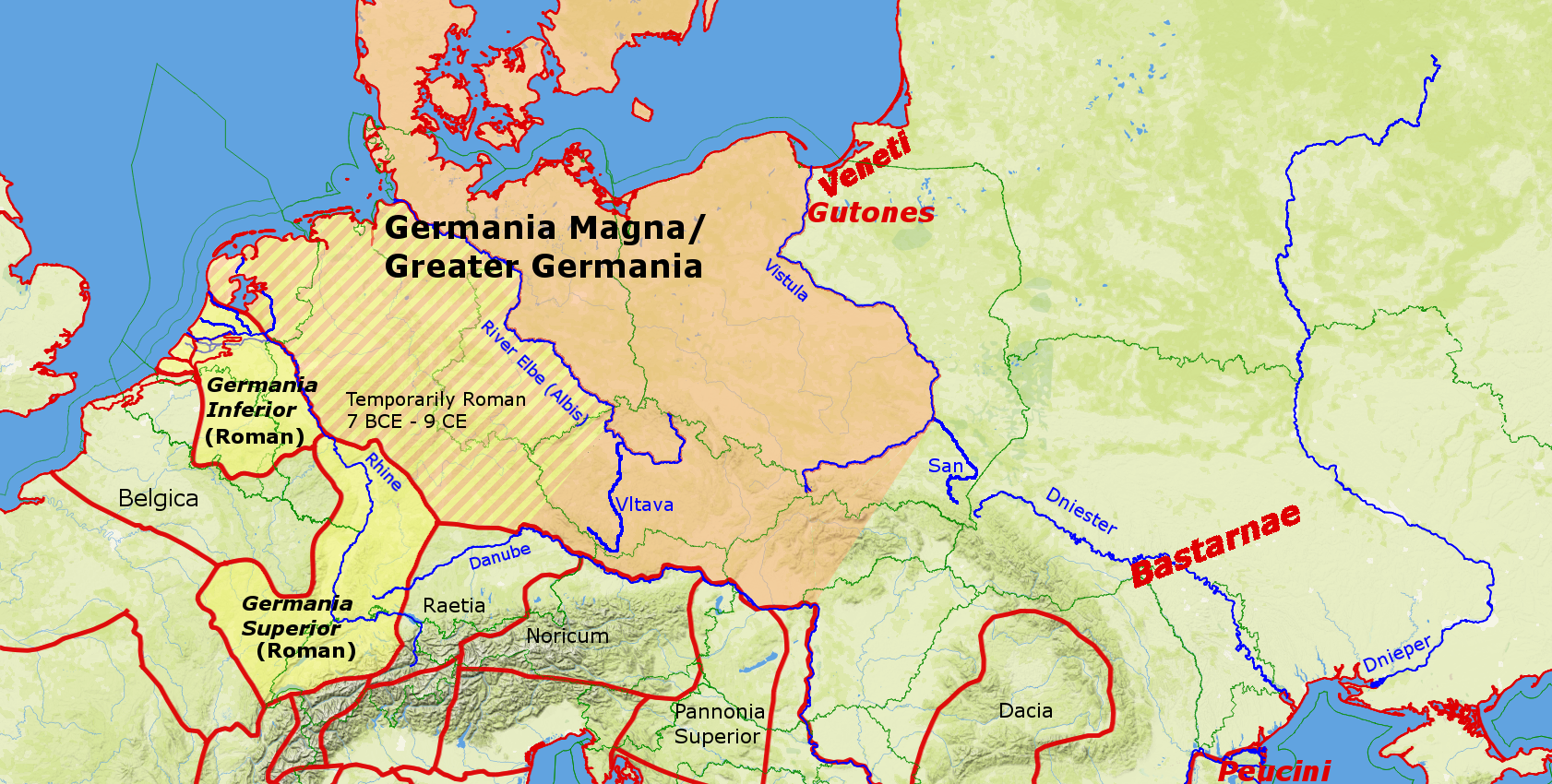
Germanies, dont la brève Germania Antiqua (de)
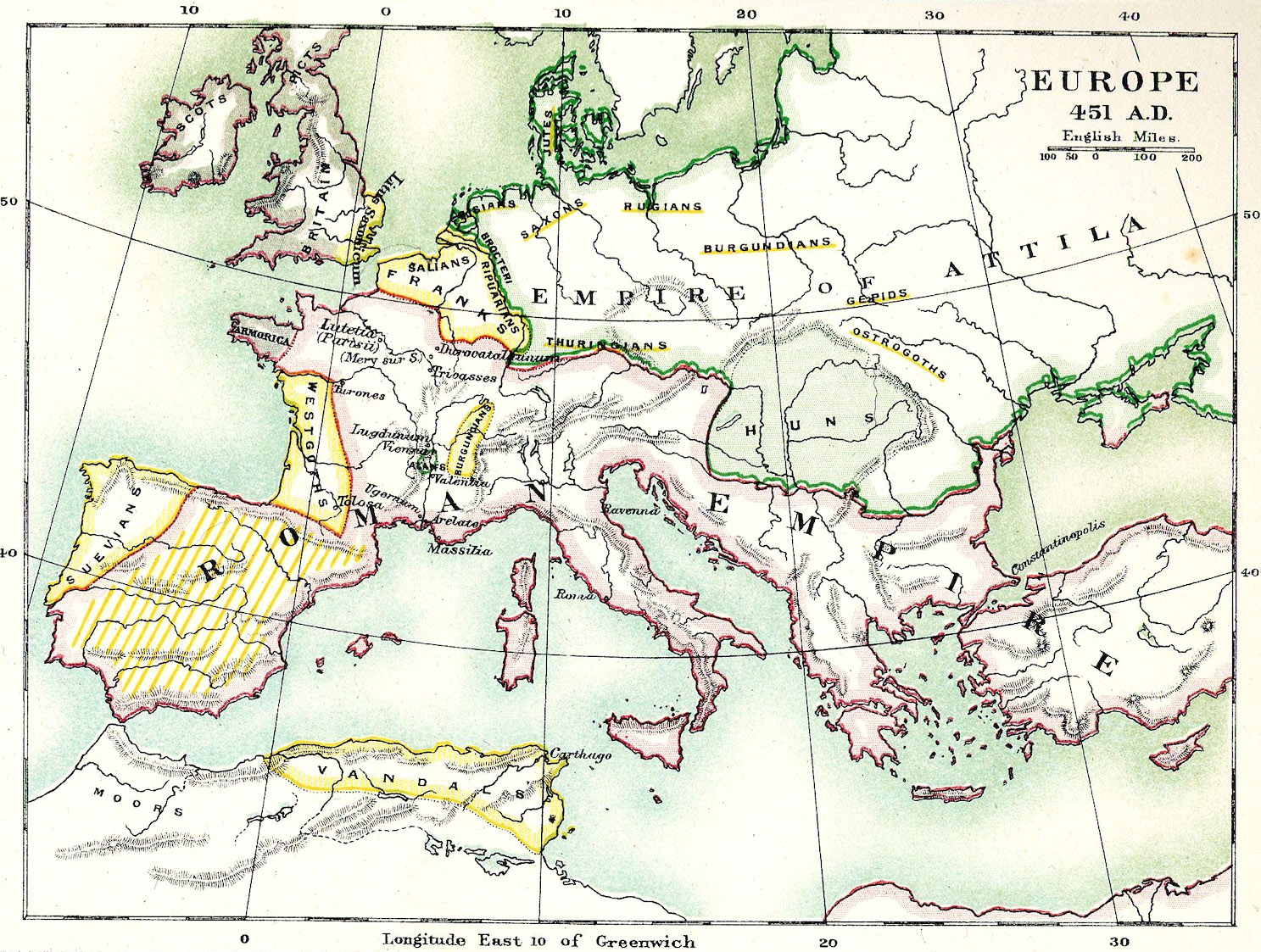
Europe en 451
Europe vers 500
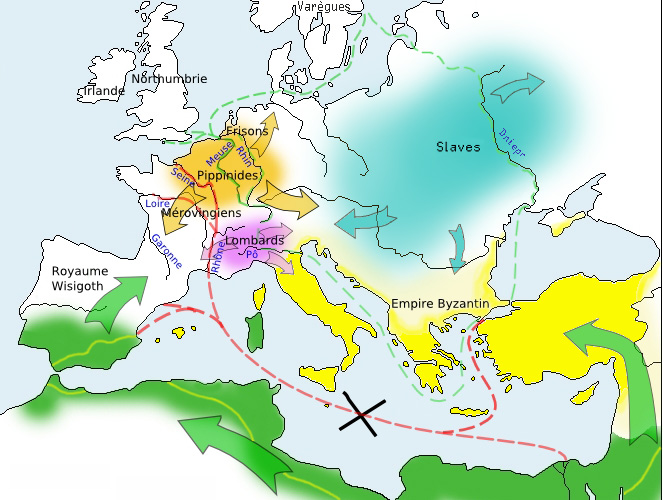
Europe vers 700

## La Germanie à l'époque mérovingienne

Carte rétrospective du royaume de Syagrius aux royaumes francs, jusque l'empire carolingien sous Charlemagne ; les conquêtes en Germanie sont datées.

Sous la dynastie des Mérovingiens (VIe – VIIIe siècle) dont le fondateur, Clovis (Ludovicus), un Franc salien, se convertit à la religion chrétienne (catholique romaine) à Reims le 25 décembre d'une année comprise entre 496 et 499 et étend sa domination à l'est du Rhin. En 506, après sa victoire à Tolbiac (aujourd'hui Zülpich, près de Cologne) sur les Alamans, il annexe un territoire compris entre la Meuse et la Weser, hormis le nord qui reste sous la domination des Saxons et des Frisons (voir royaumes francs).
Les fils de Clovis agrandissent encore le royaume des Francs vers l'Est en faisant la conquête de :
- la Thuringe (autour des sources de la Weser) en 531,
- l'Alémanie (le sud du Land du Bade-Wurtemberg) en 536,
- la Bavière en 555.

La plus grande partie méridionale de l'ex-RFA est alors sous domination franque.
Au VIIe siècle, l'affaiblissement de la dynastie franque provoque des changements d'ordre territorial :
La région située entre la Meuse, le Rhin et le Main est gouvernée par un roi mérovingien : c'est l'Austrasie. Les maires du palais austrasiens prennent de plus en plus d'ascendant sur le roi et la famille des Pépinides commence à se distinguer par sa richesse et son influence à la tête de cette fonction.
Des régions prennent de plus en plus d'autonomie, à la périphérie du royaume des Francs. On les appelle des principautés territoriales car elles sont gouvernées par des dynasties de princes francs, qui n'appartiennent pas à la famille mérovingienne. Ces principautés ont été formées sur un principe régional et obéissent en théorie au roi mérovingien qui reste malgré tout la seule source de légitimité. Sur l'actuel territoire allemand, ces principautés sont :
- le duché de Thuringe,
- le duché d'Alémanie,
- le duché de Bavière.

Enfin, la période mérovingienne est celle d'une intense activité missionnaire à l'est du Rhin : Willibrord et Boniface de Mayence, s'occupent d'évangéliser la Germanie. Dès 739, Boniface, de son vrai nom Winfrid (Wynfrid), fixe les diocèses de Ratisbonne, Freising, Passau et Salzbourg. En 742, il fonde le premier siège épiscopal de la Thuringe. Il crée également les diocèses de Büraburg, Würzburg et Erfurt ainsi que le monastère de Fulda en 744. Il réorganise les diocèses de Bavière.

## Époque carolingienne
Avec les Carolingiens, principalement Charlemagne, l'espace contrôlé par les Francs s'étend considérablement vers l'est. Son grand-père Charles Martel avait réuni les trois royaumes sous son contrôle, en 688, après avoir vaincu l'aristocratie de Bourgogne et de Neustrie, avant de se lancer dans la conquête de nouveaux territoires.

### Soumission de laBavière
La Bavière est aux mains de la dynastie des Agilolfingues depuis 550. Après la mort du duc Odilon de Bavière, en 748, son épouse Hiltrude, sœur de Pépin le Bref, exerce la régence pour son fils Tassilon. En 757, Tassilon prête serment de fidélité à Pépin le Bref, au plaid de Compiègne. Mais il mène ensuite une dangereuse politique d'autonomie vis-à-vis du roi des Francs. Il conclut notamment une alliance matrimoniale avec la lombarde Liutberge. Il réunit des conciles et le pape Adrien baptise son fils en 772. C'est pourquoi Charlemagne exige un renouvellement de son serment en 787 : Tassilon reçoit alors l'investiture solennelle de son duché de Bavière. Mais à la suite d'un complot avec les Avars, Charlemagne l'enferme à l'abbaye de Jumièges (788), et à sa mort en 794, la Bavière entre dans le patrimoine direct des Carolingiens. Elle est alors confiée au beau-frère de Charlemagne, Gérold. En 798, Arn de Salzbourg devient le premier archevêque de Bavière.

### Conquête de laSaxe
Selon plusieurs légendes, les Saxons descendent des Danois, des Normands ou des restes de l'armée d'Alexandre le Grand.
Les Saxons occupaient la région actuelle de Basse-Saxe et appartenaient au groupe des Germains du nord. Ils étaient organisés en tribus regroupées en trois peuples principaux : les Ostphaliens dans le Harz, les Angariens et les Westphaliens à l'est du Rhin. Les Saxons étaient païens et les Francs voisins cherchèrent à les évangéliser, sans succès. Au début du VIIIe siècle, les raids saxons menacent le royaume des Francs : les maires du palais pépinides mettent sur pied des expéditions armées, sans conquête (720-738 ; 742-745). Le roi Pépin III Le Bref doit également intervenir.

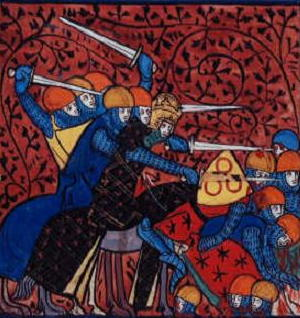
Charlemagne conquiert la Saxonie : son opposant est Widukind de Saxe.

Mais c'est son fils Charlemagne qui lance une guerre d'environ 30 ans, à partir de 772 : ce dernier détruit le sanctuaire saxon d'Irminsul, faisant disparaître un lieu de sacrifices païens. Selon les Saxons, Irminsul était un arbre soutenant le Ciel, près de la Weser. En représailles, les Saxons s'attaquent au monastère de Fritzlar dans la Hesse et pillent l'évêché de Büraburg. La guerre contre les Saxons est soutenue par un effort d'évangélisation de ce peuple. Le roi chrétien des Francs installe des églises à Eresburg et Syburg. En 777, Charles envoie Sturm (Sturmius), abbé de Fulda et disciple de Boniface en mission en Saxe. L'année suivante, un soulèvement général mené par le chef Saxon Widukind mène à la défaite franque des Süntelgebirge. Charlemagne fait décapiter plusieurs milliers de prisonniers saxons à Verden et ordonne la déportation de plusieurs clans vers le royaume des Francs. Il édicte en 785 un premier capitulaire saxon (De partibus Saxoniae) qui condamne sévèrement (peine de mort) les meurtres de prêtres, les pratiques païennes (incinération). Il met en place le baptême forcé et exige des Saxons qu'ils prêtent serment de fidélité au roi des Francs. En 792-793, une nouvelle révolte agite la Saxe alors que l'évangélisation ne donne aucun résultat.
Le baptême de Widukind au palais royal d'Attigny sous le parrainage de Charlemagne devait convertir les élites saxonnes et ramener la paix. Les déportations se poursuivent en Nordalbingie. En 797, Charlemagne instaure un nouveau capitulaire saxon, plus clément que le précédent. La peine de mort est abolie contre les païens et commuée en amendes. Les troubles cessent progressivement vers 799. Enfin, vers 802-803, la loi des Saxons est mise par écrit et intègre la Saxe dans le nouvel Empire carolingien.

### Expéditions carolingiennes au-delà de l'Elbe
Charlemagne entreprend plusieurs attaques contre les Slaves installés à l'est de l'Elbe. Ces derniers sont divisés en une dizaine de peuples parmi lesquels on compte les Vélètes, les Sorbes (ou Sorabes), les Linons et les Abodrites (ou Obodrites). Ils vivent du commerce, de la pêche et de l'agriculture et se font souvent la guerre entre eux. L'empereur carolingien profite de ces divisions pour étendre son influence. Lui et ses successeurs organisent ce territoire appelé marche des Slaves.
Chronologie des expéditions franques :
- 782 : défaite au Süntelgebirge contre les Sorabes
- 789 : Charlemagne remonte la Havel
- 806 : le duc des Sorabes est tué

### Chronologie de la conquête

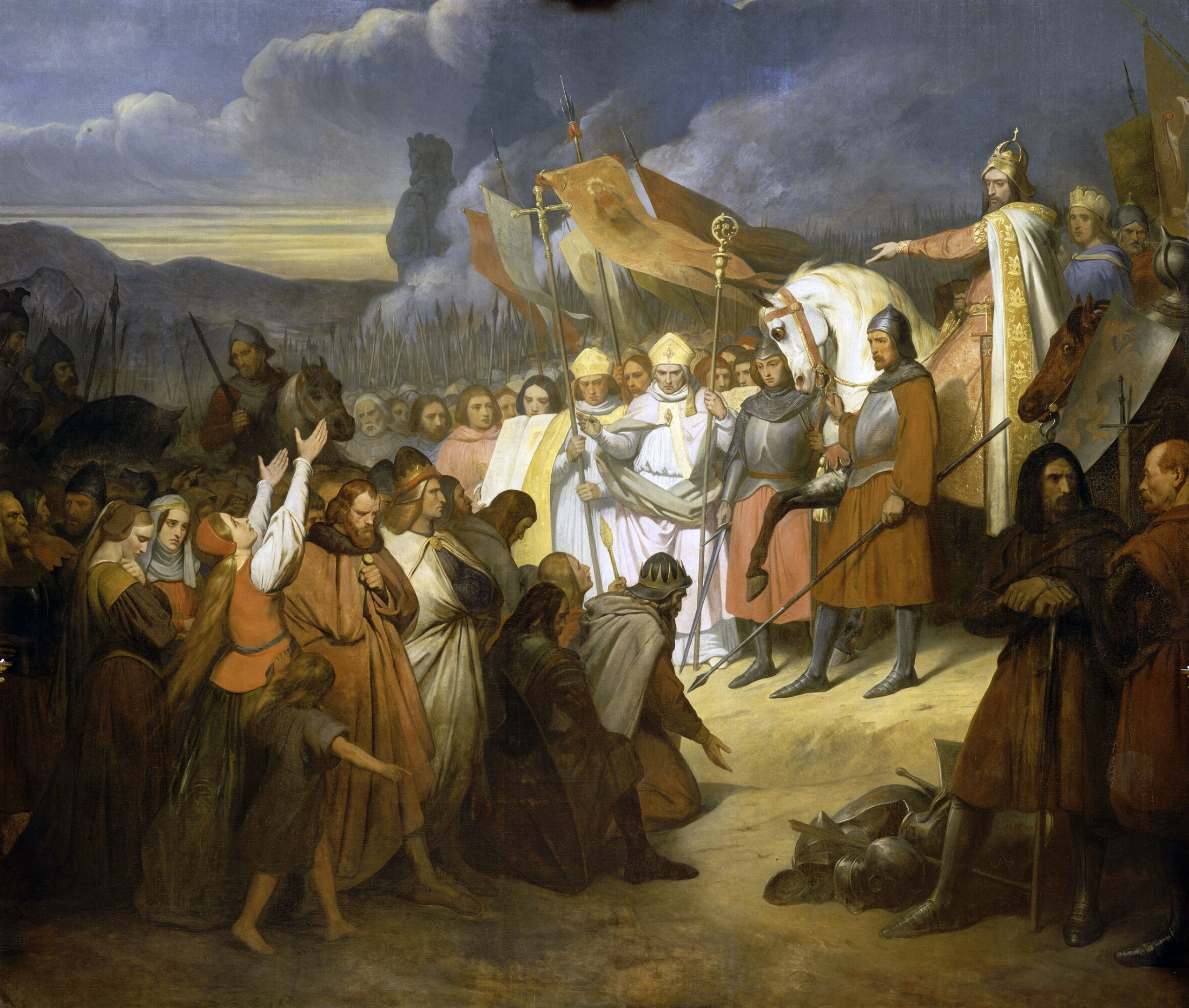
Charlemagne reçoit la soumission de Widukind à Paderborn par Ary Scheffer (1840)

Empire au moment du Traité de Verdun (843).

Empire en 870.

Empire en 880.

- 689 : le duché de Frise est incorporé dans le royaume des Francs.
- 709-712 : guerre des Francs et des Alamans
- 728 : Charles Martel réduit l'Alémanie, la Thuringe, la Bavière et attaque la Saxe.
- 730 : Charles Martel bat les Alamans.
- 734 : conquête de la Frise
- 741 : avec la mort de Charles Martel, soulèvement des Alamans et des Bavarois
- 746 : massacre de Cannstatt, assassinat de la majorité des dirigeants alémaniques
- 772 : début de la conquête de la Saxe
- 775 : Lors de l'assemblée des grands tenue en janvier à Quierzy-sur-Oise, Charlemagne prépare l'invasion de la Saxe.
- 777 : après diverses expéditions franques, accompagnées de destructions de places fortes et de prises d'otages, les Saxons, au plaid de Paderborn, se soumettent et promettent de donner leur vie et leurs armes comme garantie de leur fidélité.
- 782 : le chef saxon Widukind s'oppose aux Francs et leur impose une défaite.
- 787 : fondation de la ville de Brême sur la Weser
- 788 : les Francs occupent le territoire à l'est de l'Elbe.
- 789 : la Bavière est annexée par Charlemagne.
- 791 : la Bohême reconnaît la suzeraineté des Francs.
- 793 : révolte saxonne
- 803 : Charlemagne constitue la marche de l'Est (Ostmark) origine de l'Autriche.
- 804 : les Francs dominent l'Allemagne du Nord du Rhin à l'Elbe.
- 805 : les Francs font la conquête de la Bohême.

### L'organisation de l'empire carolingien
- Voir les articles détaillés Aix-la-Chapelle et palais d'Aix-la-Chapelle
- Voir l'article détaillé Empire carolingien
- Voir l'article détaillé missi dominici
- Voir l'article détaillé Comte

## Évangélisationdu monde germanique
Voir aussi Boniface de Mayence ; christianisation ; postérité : croisades baltes (IXe)

### Chronologie de l'évangélisation
678 : Wilfrid d'York en Frise
690 : Willibrord, de Northumbrie, débarque en Frise pour évangéliser les populations autochtones.
695 : Willibrord est nommé évêque d'Utrecht aux Pays-Bas
696 : Fondation du monastère de Salzbourg sur les ruines d'une ville romaine.
719 : Boniface est envoyé par le pape pour évangéliser la Hesse et la Thuringe.
721 : Saint Boniface, évangélise la région de la Hesse en Germanie.
722 : Boniface est sacré évêque à Rome et reçoit pour mission de continuer l'organisation ecclésiastique de la Germanie.
724 : Fondation de l'abbaye de Reichenau, premier en terre germanique, sur une île du lac de Constance.
731 : Saint Boniface fait la christianisation systématique de la Thuringe.
742 : Un premier synode sur sol allemand se tient en présence de Boniface.
744 : Saint Boniface fonde le monastère de Fulda en Hesse.
746 : Boniface devient archevêque de Mayence
764 : Construction de l'abbaye de Lorsch par Landrade et son frère ou neveu Cancor.
769 : Début de la christianisation en Carinthie.
777 : Les Saxons sont convertis de force à la foi chrétienne par les Francs.
782 : Les Saxons refusant le baptême sont condamnés à mort par Charlemagne.
796 : Construction de la chapelle du palais de Charlemagne à Aix-la-Chapelle.
808 : Le christianisme pénètre en Allemagne jusqu'à l'Elbe.
814-815 : Création des diocèses de Halbersadt et Hildesheim.
822 : Fondation du monastère de Corvey, en Saxe.

## Mise en place du système féodal

### Naissance de l'Allemagne
- En 817, l'empereur carolingien Louis Le Pieux décide de régler sa succession : il réserve la couronne impériale à son fils Lothaire et dote ses fils cadets de royaumes périphériques : ainsi, la Bavière échoit à Louis le Germanique et le duché de Souabe est constitué pour Charles (le Chauve), né d'un troisième mariage avec Judith de Bavière.
- En 840, Lothaire Ier succède à son père en tant qu'empereur d'Occident. Mais ses deux frères cadets, Louis Le Germanique et Charles le Chauve se liguent contre lui par les Serments de Strasbourg et remportent la bataille de Fontenoy-en-Puisaye en 841.
- En 843, le Traité de Verdun partage l'ancien empire de Charlemagne en trois parties : la Francie occidentale (ancêtre de la France), la Francie médiane et la Francie orientale (ancêtre de l'Allemagne). Ce dernier royaume, gouverné par Louis le Germanique, se situe à l'est du Rhin et comprend la partie est de l'Austrasie, la Bavière, l'Alémanie et la Saxe.

### Les rois de Francie orientale (Germanie)
- 843 à 876 : Louis II le Germanique, sous son règne, le territoire est défriché et encadré par les grands monastères. Les domaines fonciers sont aux mains de l'aristocratie et sont cultivés par des paysans dépendants. Louis doit faire face aux velléités de révolte de ses fils pour finalement prévoir un partage officiel. Il meurt en 876 ; il laisse plusieurs fils :
  - Carloman, hérite de la Bavière, mort en 880 ; la région passe ensuite dans les mains de son fils bâtard, Arnulf de Carinthie ; mais ce dernier laisse le pouvoir à son neveu Liutpold qui meurt en 907 en combattant les Hongrois.
  - Louis III, le jeune, mort en 882, dirige la Saxe et la Franconie.
  - 882 à 887 : Charles le Gros, mort en 888, roi d'Alémanie, puis roi de Germanie et empereur d'Occident de 881 à 888.
- 887 à 899 : Arnulf de Carinthie, petit-fils de Louis le Germanique
- 899 à 911 : Louis l'Enfant, fils d'Arnulf de Carinthie fut roi de Germanie à six ans. À sa mort en 911, les grands élisent un non Carolingien, le duc Conrad de Franconie.
- 911 à 918 : Conrad Ier de Germanie
- 919 à 936 : Henri l'Oiseleur. La Germanie se décompose en principautés territoriales de plus en plus autonomes dans la deuxième moitié du IXe siècle : Franconie, Bavière, Thuringe (annexée en 908 par la Saxe), Souabe, Saxe qui ont une certaine identité ethnique et culturelle... Ils profitent de la minorité de Louis et de la faiblesse de Conrad Ier pour mener des politiques indépendantes. Mais ils doivent aussi faire face aux invasions hongroises, scandinaves et slaves. Parmi tous ces grands ducs, celui de Saxe apparaît comme le plus puissant : il s'agit de Henri l'Oiseleur, de la maison des Liudolfides, indirectement apparentée aux Carolingiens. Conrad lui envoie les insignes royaux, il est son cousin. Henri est élu roi de Francie orientale en 919 lors de l'assemblée des grands à Fritzlar et reste au pouvoir jusqu'à sa mort en 936.
- 936 à 973 : Otton.

### Invasions scandinaves et hongroises
L'actuel territoire allemand est soumis aux IXe et Xe siècles à deux menaces : celle des Vikings, arrivant par bateau du nord, et celle des Hongrois, venant de l'est.
- 845 : destruction de Hambourg par les Vikings.
- 862 : premier raid hongrois en Germanie.
- 908-909 : raids hongrois en Germanie.
- 924 : nouvelles attaques hongroises.

### Le règne d'HenriIer, l'Oiseleur (919-936)
Henri l'Oiseleur reprend à son compte la politique des Carolingiens, bien qu'il ne soit pas issu directement de cette dynastie. Il s'occupe de restaurer l'autorité monarchique sur l'ensemble des ducs de Germanie et de repousser les invasions. Il reprend la marche danoise au nord ; il contient les Slaves sur l'Elbe ; il intervient en Bohême. Il fortifie les châteaux du sud de la Germanie et réorganise l'armée. Il est victorieux des Hongrois.
Il inaugure le Drang nach Osten. Il envoie des missions chrétiennes pour évangéliser la Scandinavie. Il fait élire son fils aîné Otton, roi de Germanie, pour éviter le partage de son royaume après sa mort.